# Kristinebergs strandpark
Kristinebergs strandpark är en park i Kristineberg på västra Kungsholmen i Stockholm som ingår i stadsutvecklingsprojektet Lindhagen. Parken färdigställdes år 2010 och kommer då att förbinda Ulvsundasjöns strand med Riddarfjärdens strand via Fredhällsparken och Rålambshovsparken samt Lindhagensgatans allé. Mot norr ansluter Hornsbergs strandpark.
Kristinebergs strandpark består av fyra delar med olika karaktär och olika funktion. I stadsdelsparken ingår Kristinebergs slott och slottspark, Kristinebergs Idrottsplats, Kristinebergs strandpark med en bemannad parklek och Kristinebergs nya kajpromenad längs Ulvsundasjön.
Kristinebergs strandpark blir en plats för idrott, lek och solbad och utgör den tätbebyggda nya stadsdelens rekreationsresurs. Byggherren, som är Exploateringskontoret, Stockholms stad, utlyste år 2004 en formgivningstävling och det vinnande förslaget "Allram" av Sydväst arkitektur och landskap, ligger till grund för detaljplan, projektering och genomförande. Utformningen gestaltades som ett parkstråk som förbinder flera parker med varandra och luckrar upp bebyggelsen. Därigenom anknyter man till en lång parktradition i Stockholm som utvecklades av stadsträdgårdsmästaren Holger Blom på 1940- och 1950-talen och som blev känd under benämningen Stockholmsstilen.

Parkens västra del med nya Parkleken i december 2009
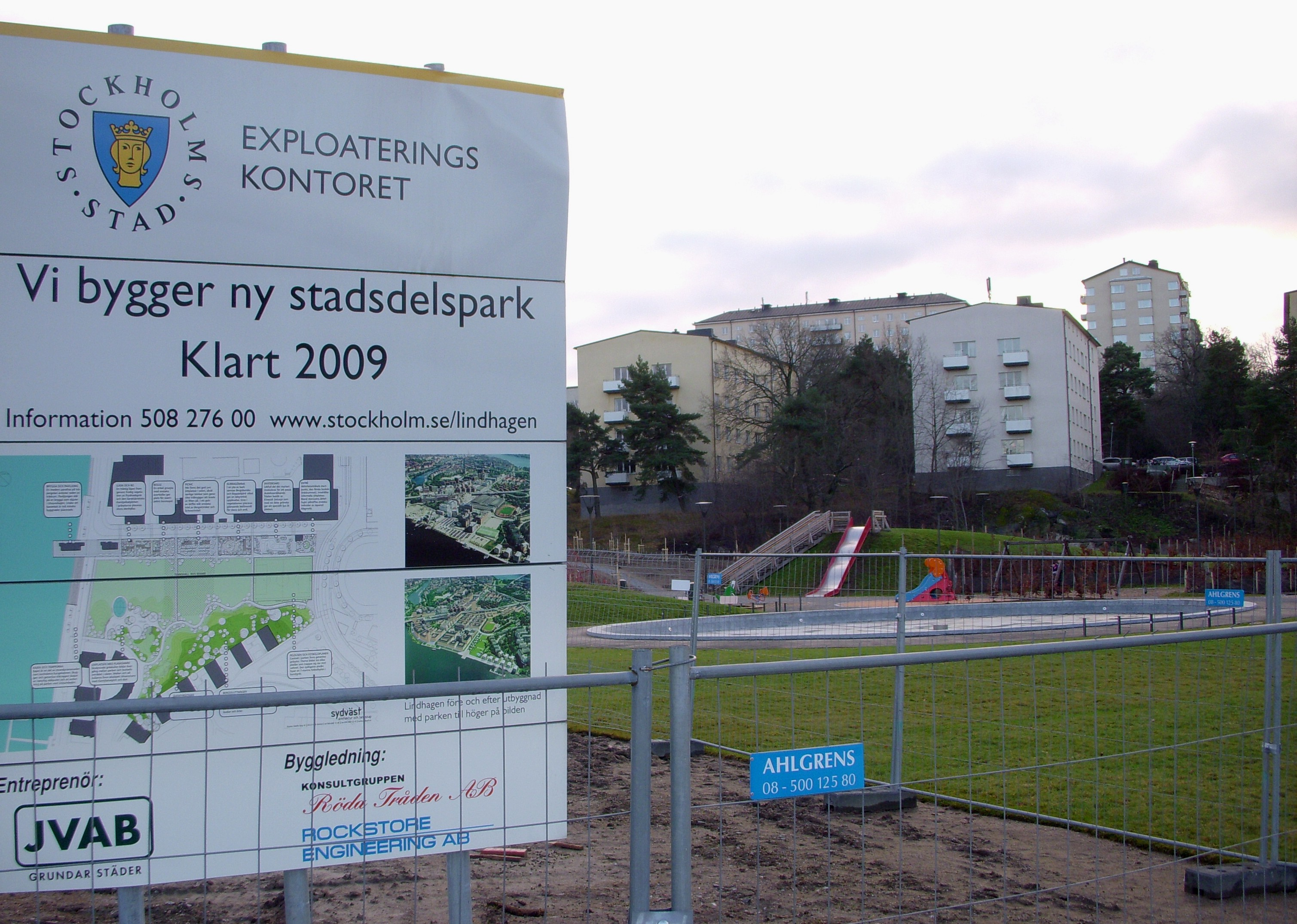
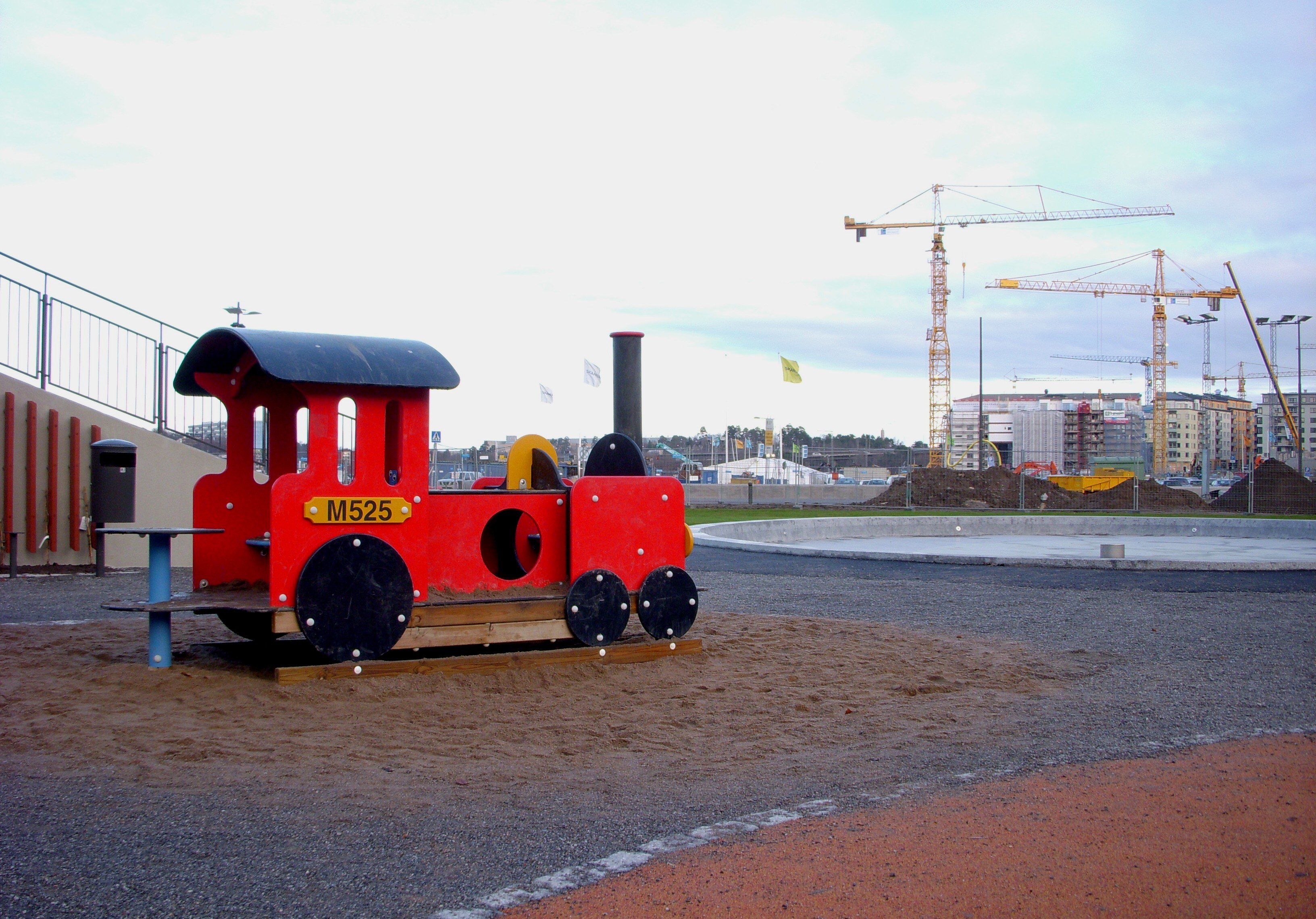
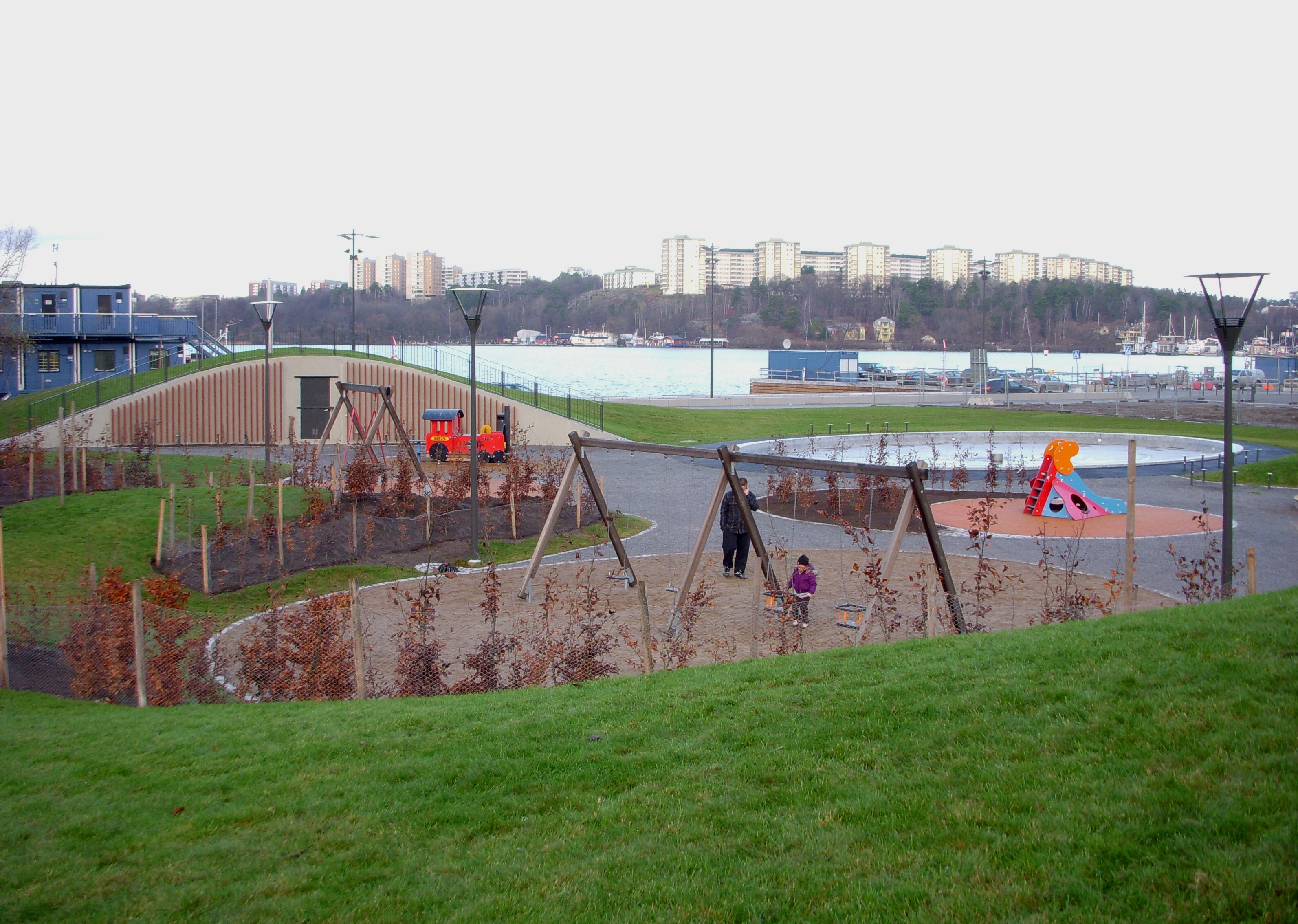
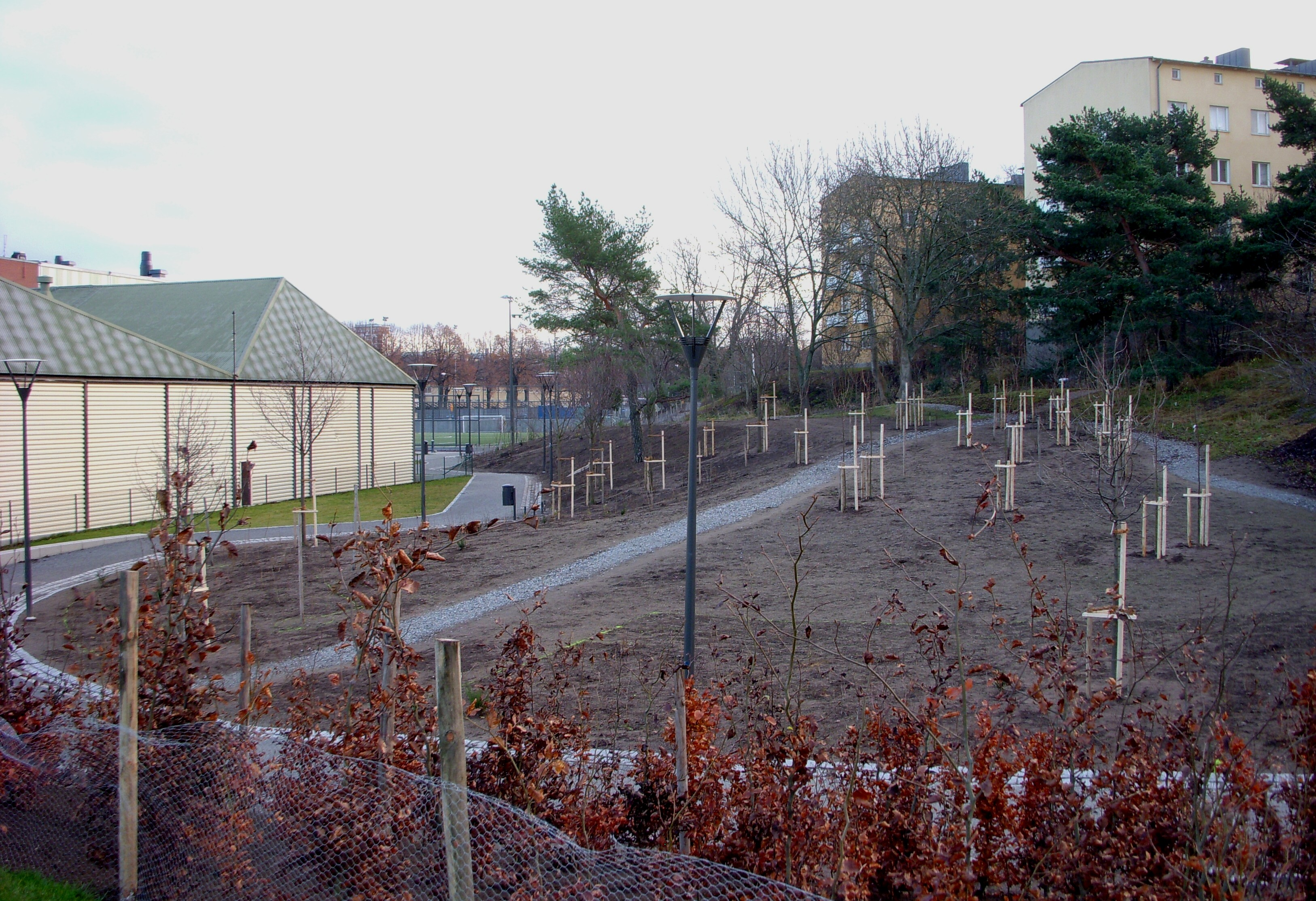